# Abenteuer Erde
Abenteuer Erde ist  eine wöchentliche Dokumentationsreihe des WDR, die deutsche und internationale Fernsehproduktionen zu den Themen Tiere und Natur zeigt.  

## Ausstrahlung
Die erste Folge lief am 29. Mai 1993 beim WDR. Nach zunächst unregelmäßiger Ausstrahlung erfolgt eine regelmäßige Ausstrahlung der Serie seit dem 2. Januar 2001. Verschiedenste Folgen sind auch in der ARD (Erlebnis Erde), im NDR (Expeditionen ins Tierreich), BR (natur exclusiv), hr, rbb und in Auszügen z. B. in der Sendung Planet Wissen u. a. zu sehen.

## Titel einzelner Folgen (Auswahl)
- Im wilden Australien
- Wildes Russland
- Die geheime Welt der Tiger
- Die geheimnisvolle Welt der Igel
- Das Wunder Leben
- Wildes Deutschland
- Planet Erde